# Pim Verbeek
Peter Tim Verbeek (ur. 12 marca 1956 w Rotterdamie, zm. 28 listopada 2019) – holenderski trener piłkarski – piłkarz. Brat trenera Roberta Verbeeka.

## Kariera
Jako piłkarz spędził swoją karierę w Holandii w klubach Sparty Rotterdam.
W trakcie MŚ 2002 był asystentem trenera Gussa Hiddinka, który prowadził reprezentacje Korei Południowej, jak również Dicka Advocaata podczas MŚ 2006.
W latach 2006–2007 prowadził reprezentacje Korei i w Pucharze Azji 2007, zajął trzecie miejsce co zapewniło bezpośredni start tej reprezentacji w Pucharze Azji 2011.
Od 6 grudnia 2007 prowadził reprezentacje Australii, aż do zakończenia Mistrzostw Świata w Republice Południowej Afryki w 2010 roku. Następnie prowadził młodzieżową kadrę Maroko (do 2014 roku) a potem reprezentację Omanu.
Zmarł 28 listopada 2019 wskutek choroby nowotworowej.